# オルリー・レヴィ
オルリー・レヴィとして知られる、オルリー・レヴィ＝アベカシス（Orly Levy-Abekasis、ヘブライ語: אורלי לוי-אבקסיס 
、 1973年11月11日 - ）は、イスラエルの政治家で、政党イスラエル我が家（イスラエル・ベイテイヌ）からクネセト（イスラエル議会）議員に選出されている。

## 経歴
オルリー・レヴィは、イスラエルのベト・シェアンで、1973年11月11日に、モロッコ出身の元外相ダビド・レヴィの娘として生まれた。イスラエル航空宇宙軍（空軍）で兵役を務め、IDCヘルズリヤで法学の学位を得た。オルリー・レヴィは、モデルとして地元のテレビ番組で司会者を務めるなどした後に、父の跡を継いで政界に入った。
レヴィは、結婚して4人の子どもをもうけており、メシロットのキブツに住んでいる。彼女の兄ジャッキー・レヴィは、元ベト・シェアン市長で、リクードの党員である。

## 政治家として
2009年の第18回イスラエル議会総選挙で、レヴィは、イスラエル我が家の名簿順位6位となり、同党が15議席を獲得したことによってクネセト議員となった。1期目には、議長代理や子どもの権利委員会の委員長を務めた。2013年の第19回総選挙では、名簿順位16位となり、党が31議席を獲得して再選された。レヴィは、子どもの権利委員会委員長に再選された。2015年1月、イスラエル我が家は第20回総選挙の名簿順位2位に記載された。